# 리처드 구티에레스
리처드 구티에레스(Richard Gutierrez, 1984년 1월 21일 ~ )은 필리핀의 배우이다.

## 출연 작품
- 인 유어 아이즈 (2010)
- 페이션트 X (2009)
- 마이 베스트프렌즈 걸프렌드 (2008)
- 영원히 사랑해 (2006)
- 에코 (2004)
- 클릭 (1999)